# Sojuz (rymdfarkost)
För andra betydelser, se Sojuz.

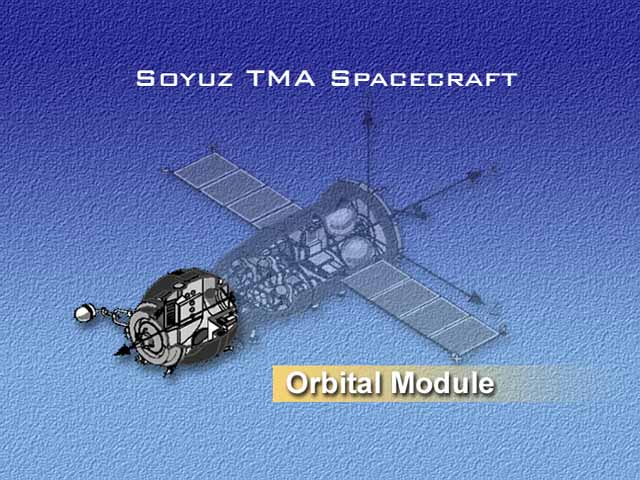
Omloppsmodul

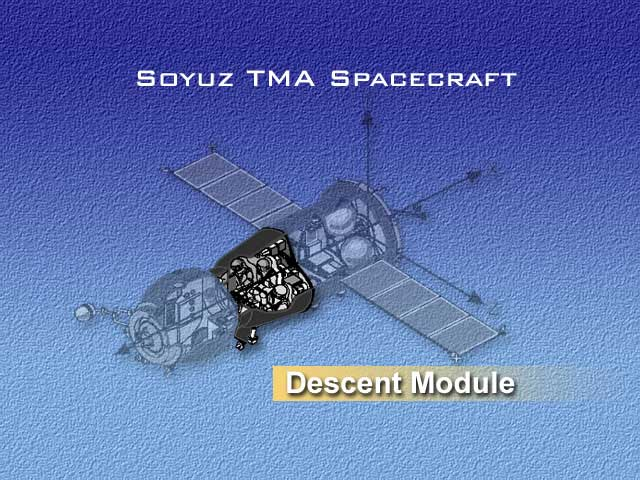
Återinträdeskapsel

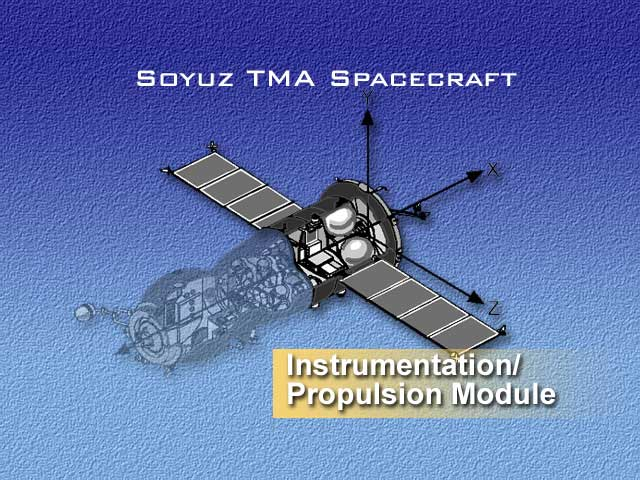
Servicemodul

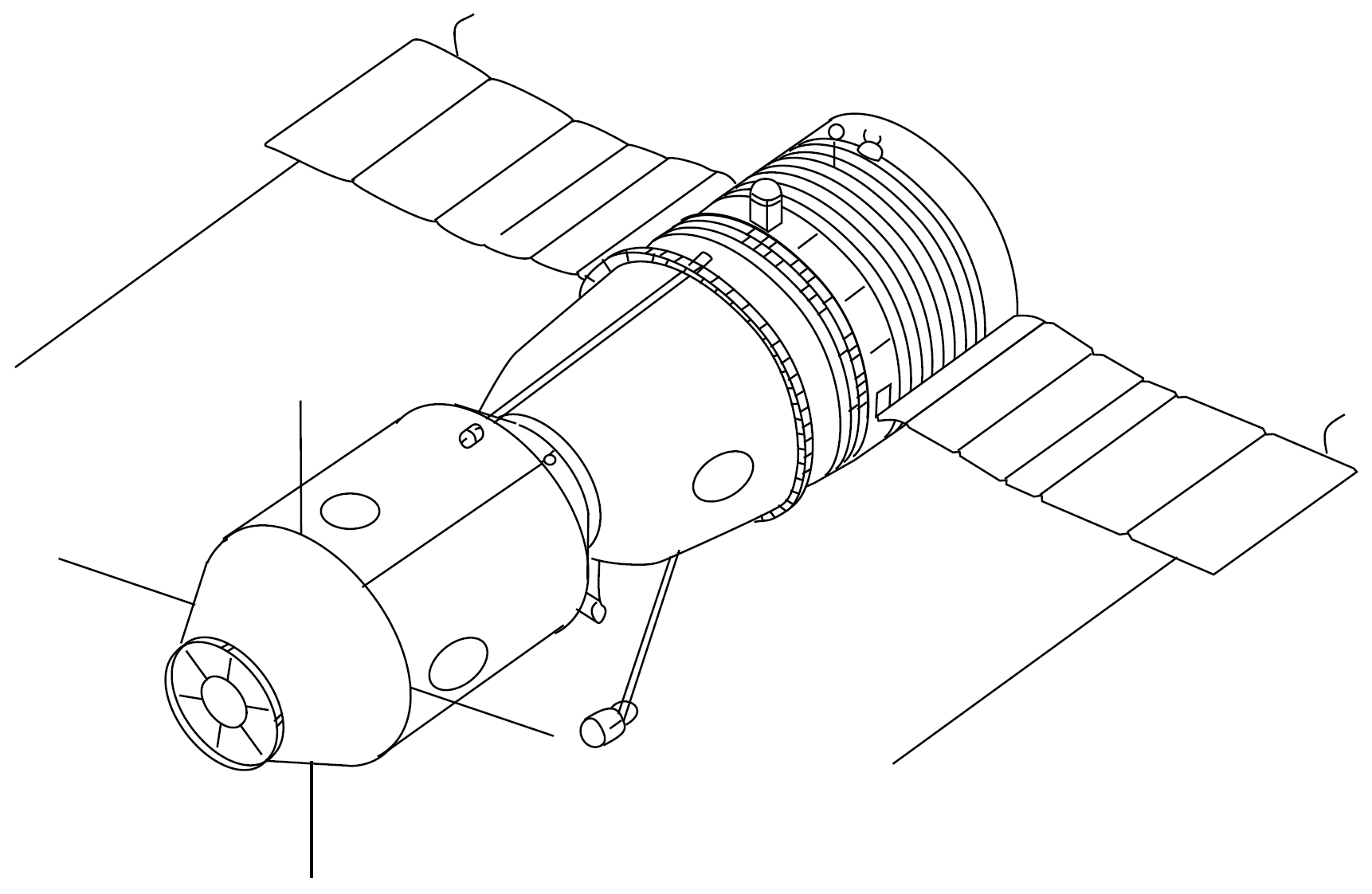
Sojuz-A

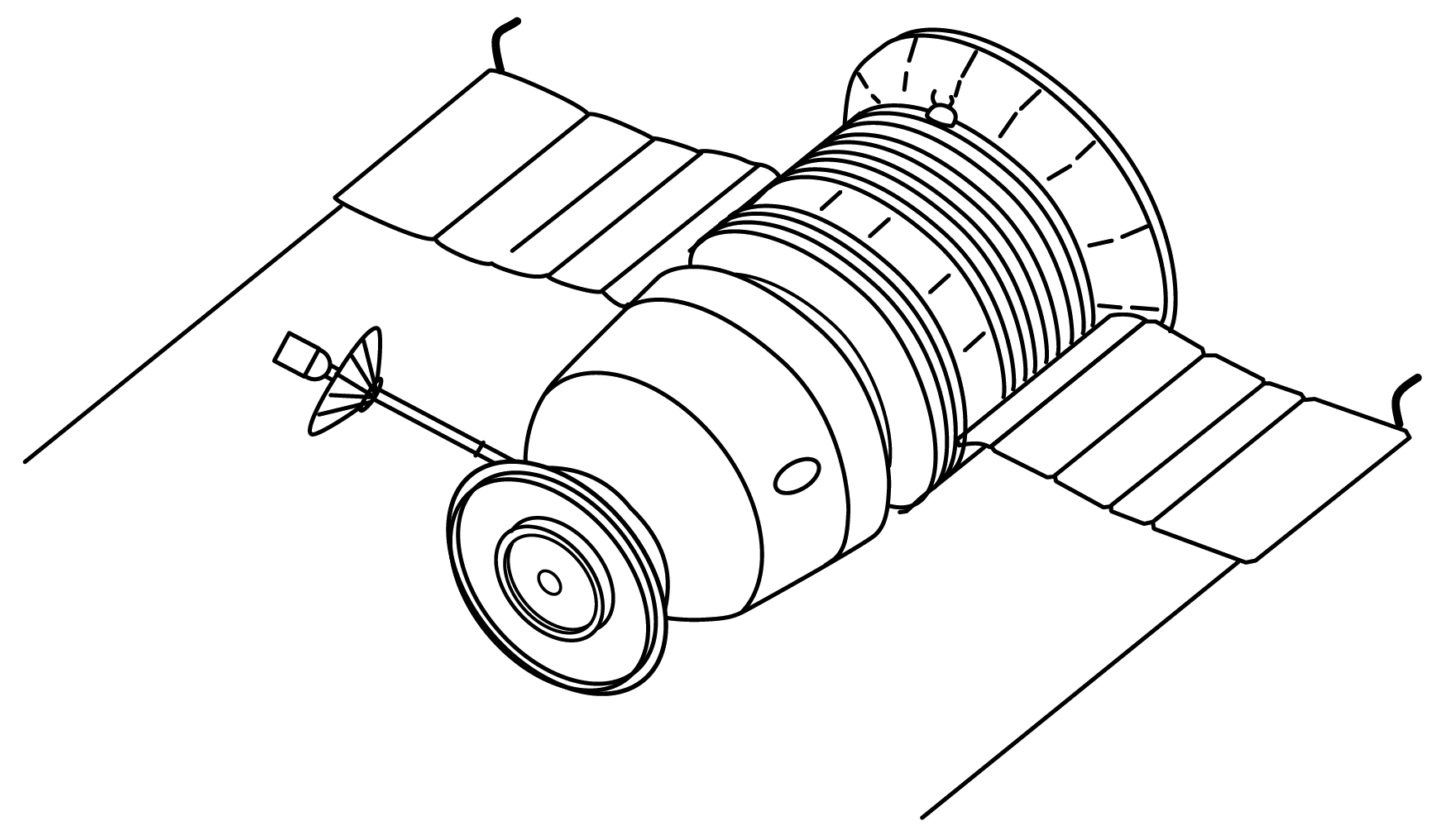
Sojuz 7K-L1

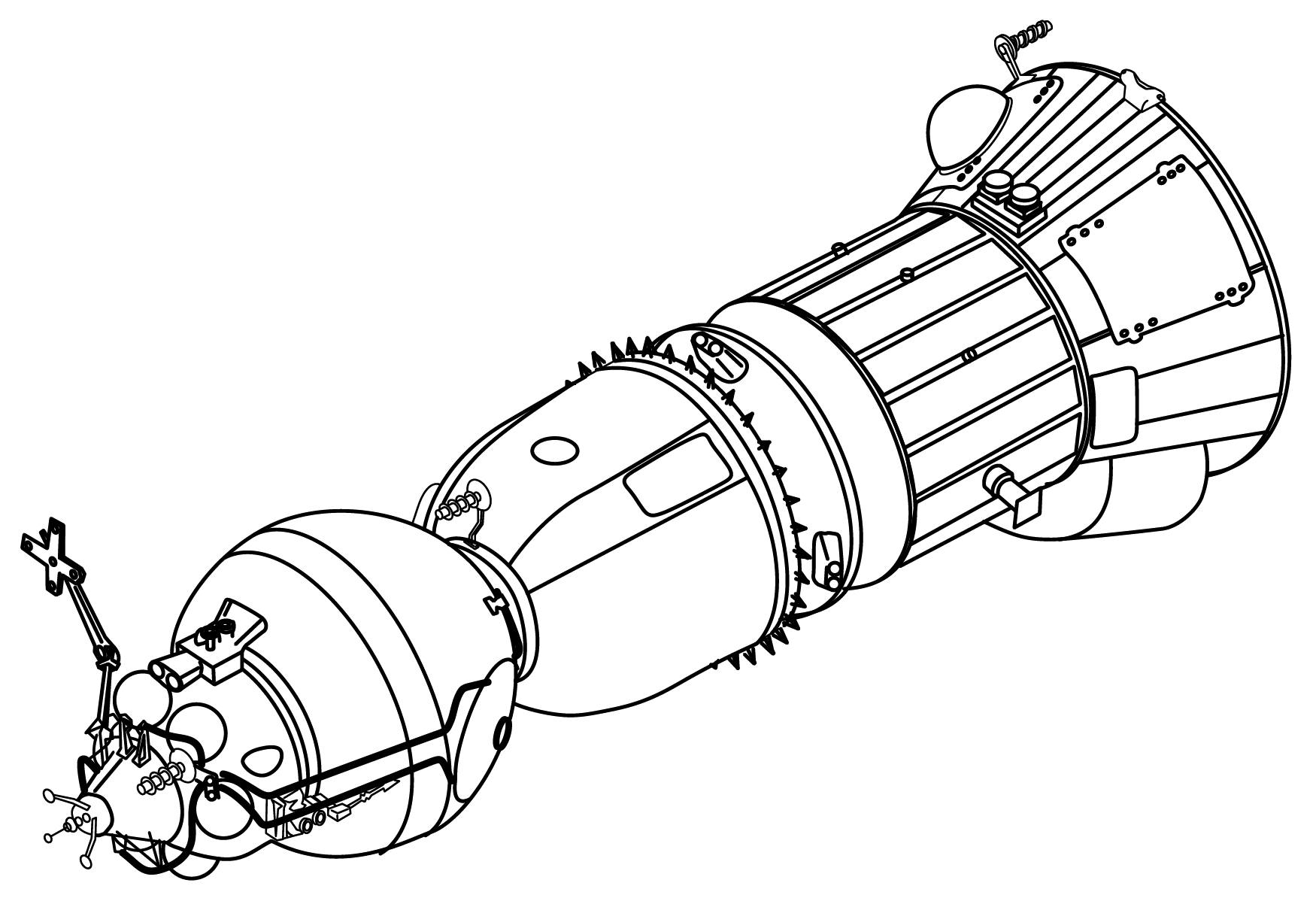
Sojuz 7K-L3

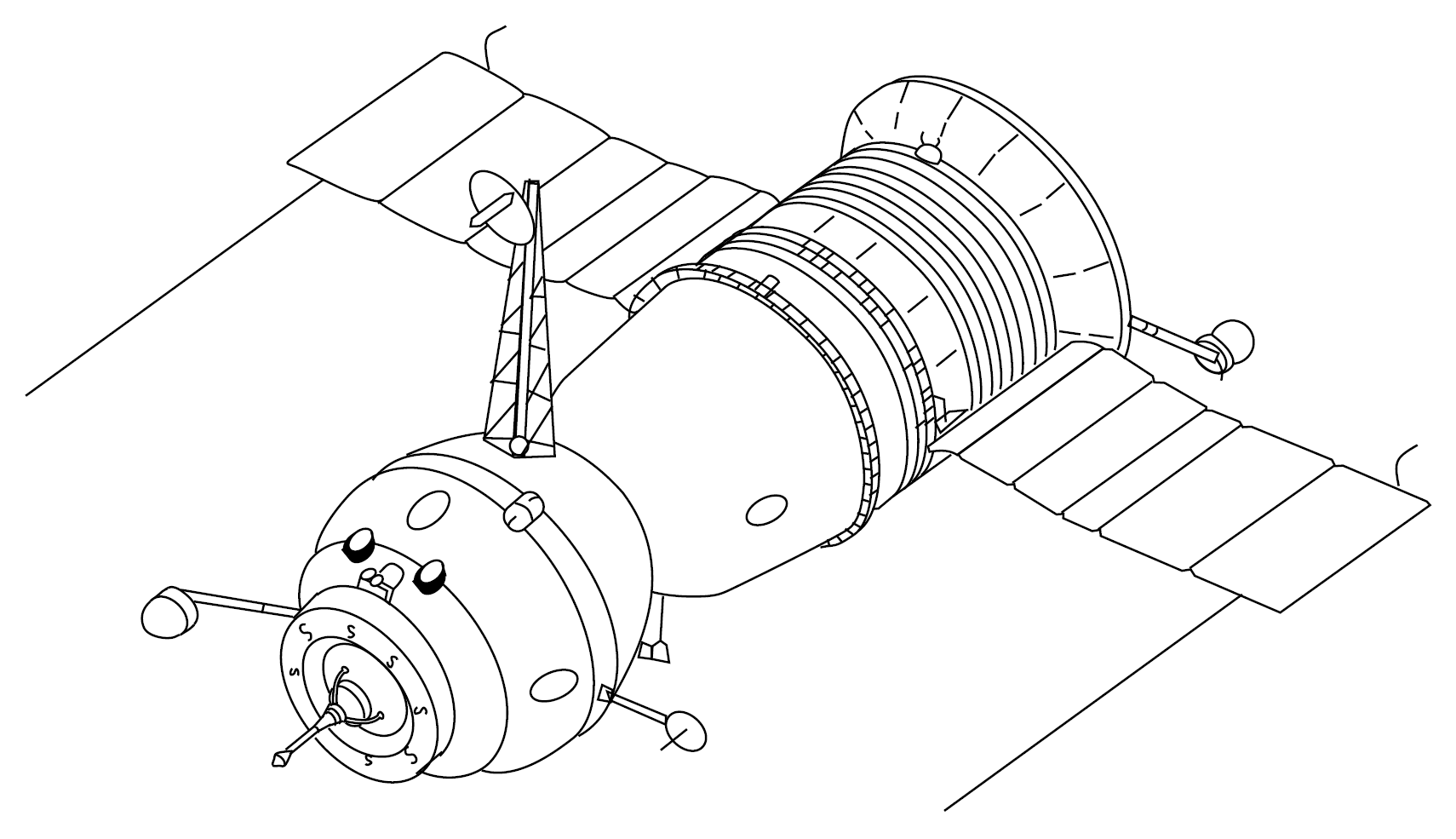
Sojuz 7K-T/A9

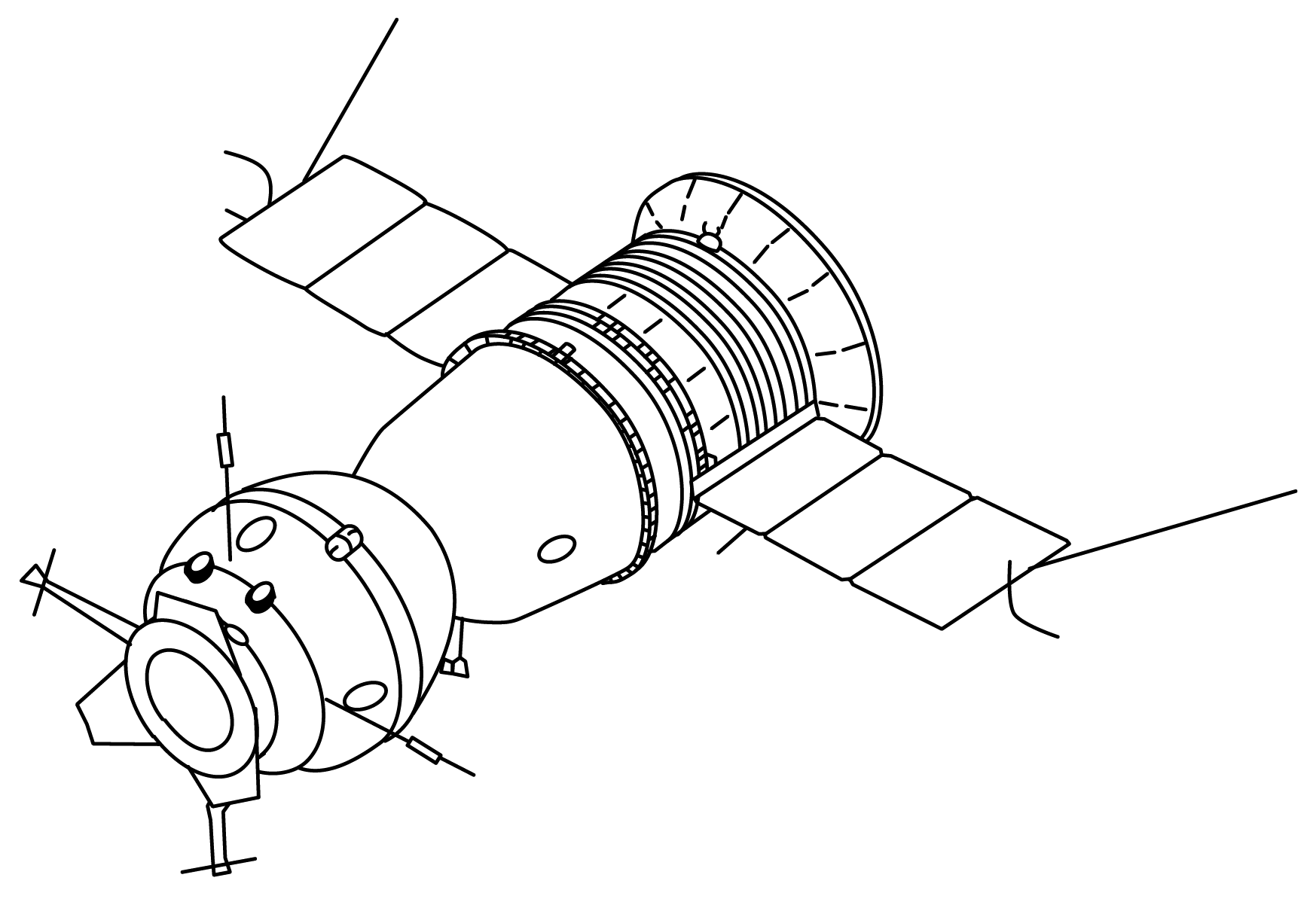
Sojuz 7K-TM

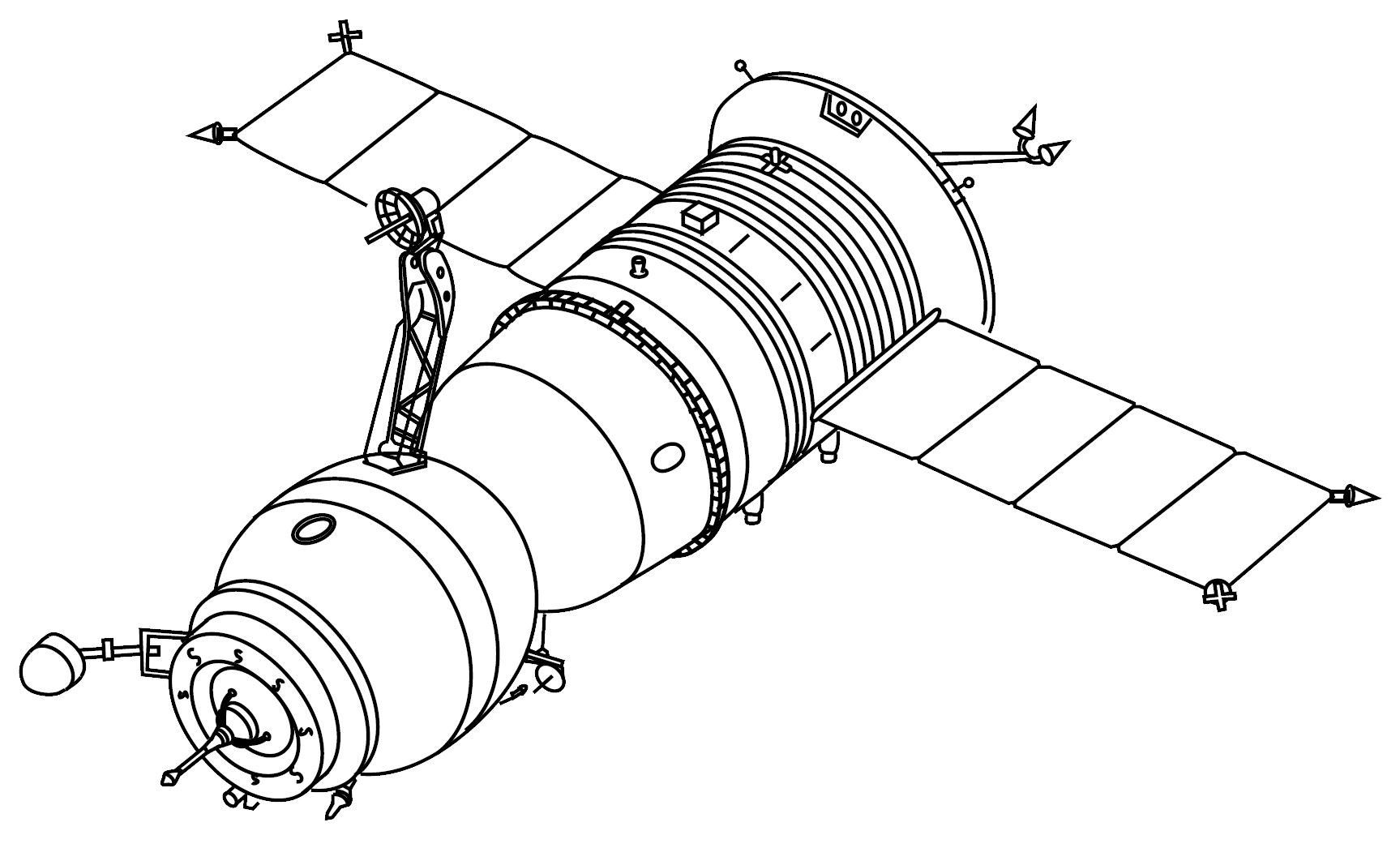
Sojuz-T

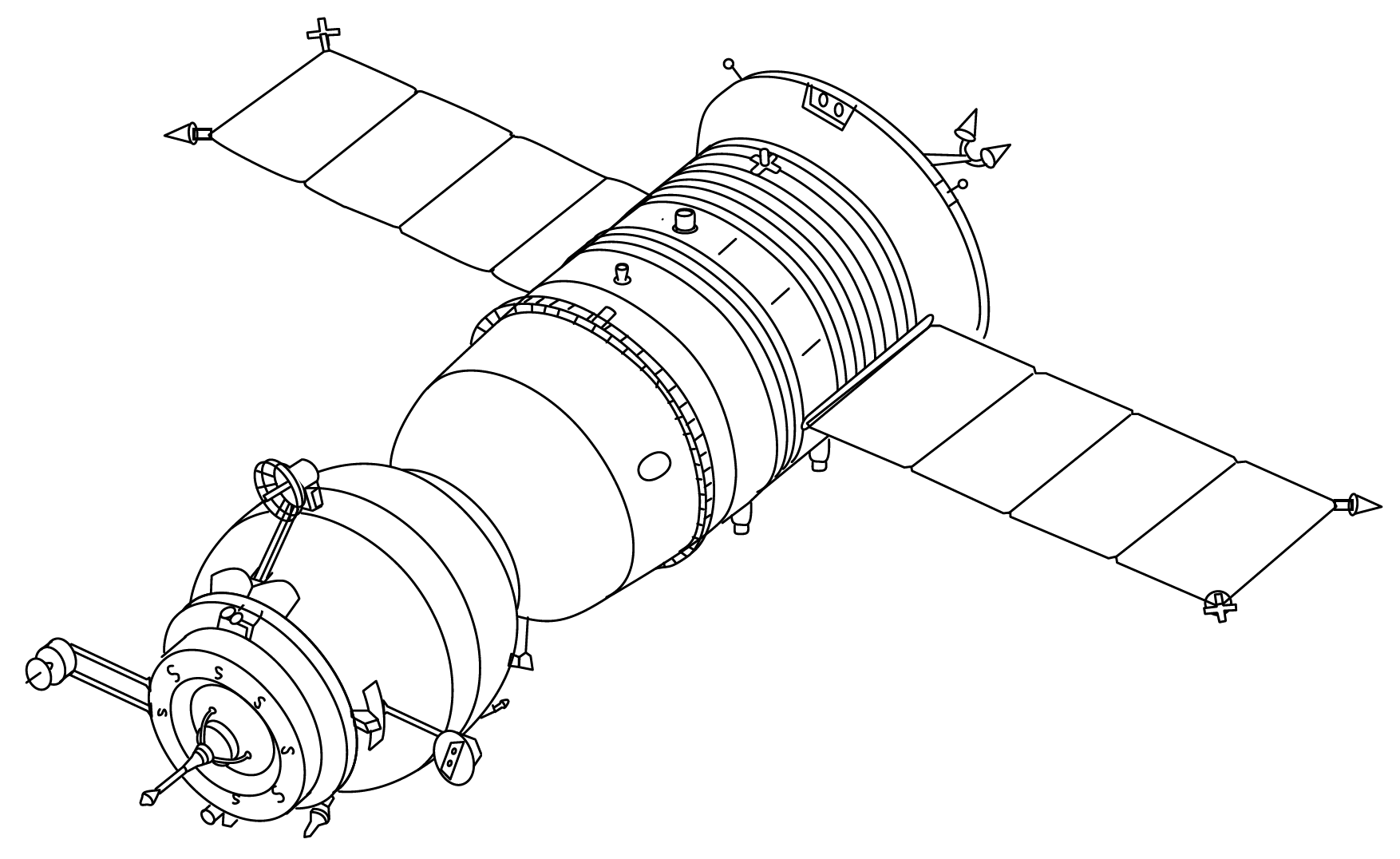
Sojuz-TM

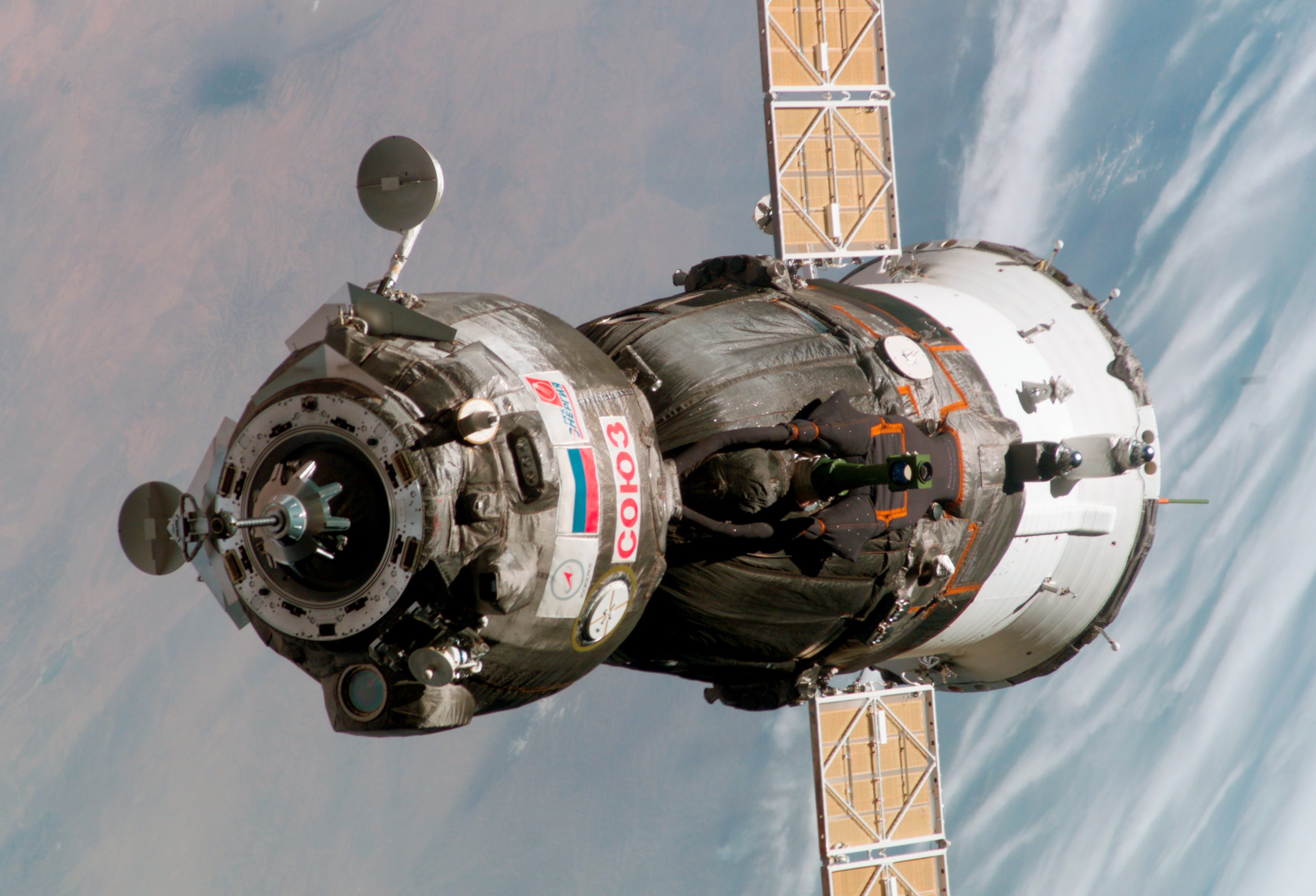
Sojuz TMA

Sojuz (ryska: Союз) är en serie rymdfarkoster i de bemannade sovjetiska och ryska rymdprogrammen. Utvecklingen av farkosterna startade i början av 1960-talet och har sedan dess genomgått flera modifieringar. Den första bemannade flygningen genomfördes med Sojuz 1 den 23 april 1967. Den slutade i tragedi då fallskärmarna trasslade ihop sig under landningen och kapseln störtade mot marken. Den enda kosmonauten ombord, Vladimir Komarov, omkom omedelbart vid haveriet.

## Konstruktion

### Omloppsmodul
I omloppsmodulen finns allt som inte behövs för landningen, till exempel experiment, dockningsmekanism och toalett. Stänger man luckan mellan omloppsmodulen och återinträdeskapseln kan omloppsmodulen användas som luftsluss.
Från och med Sojuz-TMA har omloppsmodulen fått ett litet utskott med ett fönster riktat framåt, strax bakom dockningsluckan.
Hela modulen kan modifieras för att passa olika experiment utan att det påverkar återinträdeskapseln.

### Återinträdeskapsel
Här återfinns besättningen under uppskjutning och landning. Härifrån styrs skeppet. Utsidan av kapseln är klädd med ett värmetåligt material för att skydda den vid återinträdet i jordens atmosfär. I slutskedet av landningen bromsas kapseln med hjälp av fallskärmar och den sista metern med krutraketer.

### Servicemodul
Här finns bland annat system för elförsörjning, navigering samt livsuppehållande system. Här finns även bränsle och raketmotorer för navigering, dockning och återinträde.

## Återinträde efter flygning
Ända fram till Sojuz TM-5:s landning den 7 september 1988 hade man före motortändningen för återinträdet separerat omloppsmodulen, detta för att farkosten skulle bli lättare, vilket i sin tur leder till att man inte behöver använda så mycket bränsle vid återinträdesmanövern. Huvudmotorn på Sojuz TM-5 tände inte som planerat, vilket ledde till att man fick stanna i omloppsbana i ytterligare 24 timmar utan toalett och tillräckligt med vatten. Från och med Sojuz TM-6 separeras omloppsmodulen efter att återinträdesmanövern genomförts.

## Varianter

### Tekniska data
| Version:           | Sojuz A (1963) | Sojuz 7K-OK (1967-1971) | Sojuz 7K-L3 (LOK) | Sojuz 7K-T (1973-1981) | Sojuz 7K-TM (1975) | Sojuz-T (1976-1986) | Sojuz-TM (1986-2002) | Sojuz-TMA (2003-2012) | Sojuz-TMA-M (2010-2016) | Sojuz-MS (2016-...) |
| Totalt             | Totalt         | Totalt                  | Totalt            | Totalt                 | Totalt             | Totalt              | Totalt               | Totalt                | Totalt                  | Totalt              |
| ------------------ | -------------- | ----------------------- | ----------------- | ---------------------- | ------------------ | ------------------- | -------------------- | --------------------- | ----------------------- | ------------------- |
| Massa (kg)         | 5 880          | 6 560                   | 9 850             | 6 800                  | 6 680              | 6 850               | 7 250                | 7 220                 | 7 150                   | ?                   |
| Längd (m)          | 7,40           | 7,95                    | 10,06             | 7,48                   | 7,48               | 7,48                | 7,48                 | 7,48                  | 7,48                    | 7,48                |
| Diameter (m)       | 2,50           | 2,72                    | 2,93              | 2,72                   | 2,72               | 2,72                | 2,72                 | 2,72                  | 2,72                    | 2,72                |
| Span (m)           | ?              | 9,80                    | ?                 | 9,80                   | 8,37               | 10,6                | 10,6                 | 10,7                  | 10,7                    | ?                   |
| Omloppsmodul       |                |                         |                   |                        |                    |                     |                      |                       |                         |                     |
| Massa (kg)         | 1 000          | 1 100                   | ?                 | 1 350                  | 1 224              | 1 100               | 1 450                | 1 370                 | ?                       | ?                   |
| Längd (m)          | 3,00           | 3,45                    | 2,26              | 2,98                   | 3,10               | 2,98                | 2,98                 | 2,98                  | 2,98                    | 2,98                |
| Diameter (m)       | 2,20           | 2,25                    | 2,3               | 2,26                   | 2,26               | 2,26                | 2,26                 | 2,26                  | 2,26                    | 2,26                |
| Volym (m³)         | 2,20           | 5,00                    | ?                 | 5,00                   | 5,00               | 5,00                | 5,00                 | 5,00                  | ?                       | ?                   |
| Återinträdeskapsel |                |                         |                   |                        |                    |                     |                      |                       |                         |                     |
| Massa (kg)         | 2 480          | 2 810                   | 2 804             | 2 850                  | 2 802              | 3 000               | 2 850                | 2 950                 | ?                       | ?                   |
| Längd (m)          | 2,30           | 2,24                    | 2,19              | 2,24                   | 2,24               | 2,24                | 2,24                 | 2,24                  | 2,24                    | 2,24                |
| Diameter (m)       | 2,17           | 2,17                    | 2,2               | 2,17                   | 2,17               | 2,17                | 2,17                 | 2,17                  | 2,17                    | 2,17                |
| Volym (m³)         | 4,00           | 4,00                    | ?                 | 3,50                   | 4,00               | 4,00                | 3,50                 | 3,50                  | ?                       | ?                   |
| Servicemodul       |                |                         |                   |                        |                    |                     |                      |                       |                         |                     |
| Massa (kg)         | 2 400          | 2 650                   | ?                 | 2 700                  | 2 654              | 2 750               | 2 950                | 2 900                 | ?                       | ?                   |
| Bränsle (kg)       | 830            | 500                     | 3 152             | 500                    | 500                | 700                 | 880                  | 880                   | ?                       | ?                   |
| Längd (m)          | 2,10           | 2,26                    | 2,82              | 2,26                   | 2,26               | 2,26                | 2,26                 | 2,26                  | 2,26                    | 2,26                |
| Diameter (m)       | 2,50           | 2,72                    | 2,2               | 2,72                   | 2,72               | 2,72                | 2,72                 | 2,72                  | 2,72                    | 2,72                |

### Sojuz A
1963

### Sojuz 7K-OK
1967-1971

### Sojuz 7K-T
1973-1981

### Sojuz 7K-TM
1975

### Sojuz-T
1976-1986

### Sojuz-TM
1986-2002

### Sojuz-TMA
2003-2012

### Sojuz-TMA-M
2010-2016
Uppgraderingar ledde till att farkosten kan vara dockad till Internationella rymdstationen i upp till 1 år. Första uppskjutningen gjordes den 7 oktober 2010 och gick under namnet Sojuz TMA-01M.

### Sojuz-MS
2016-
Första uppskjutningen gjordes, den 7 juli 2016 och gick under namnet Sojuz MS-01.

### Sojuz-GVK
Är en obemannad version av Sojuz-farkosten. Farkosten är under utveckling och första testflygningen är planerad till augusti 2019.